# Салво Марина (Кјети)
Салво Марина (итал. Salvo Marina) је насеље у Италији у округу Кјети, региону Абруцо.
Према процени из 2011. у насељу је живело 1725 становника. Насеље се налази на надморској висини од 4 м.